# 貝肖爾 (紐約州)
貝肖爾（英語：Bay Shore）是位於美國紐約州薩福克縣的普查規定居民點。

## 人口
根據2020年美國人口普查的數據，貝肖爾的面積為17.41平方千米，當中陸地面積為14.71平方千米，而水域面積為2.70平方千米。當地共有人口29244人，而人口密度為每平方千米1,679.72人。